# Boris Caragea
Boris Caragea (n. 24 ianuarie 1906, Balcik, Principatul Bulgariei – d. 8 august 1982, București, România) a fost un sculptor român, membru corespondent al Academiei Române din 1955.

Basorelief pe fațada Operei Române din București, în stânga intrării. Sculptori: Zoe Băicoianu și Boris Caragea

În tinerețe a fost barcagiu în Balcic. După Primul Război Mondial, între 1924-1925, a luat lecții de desen cu Hrandt Avakian
Un an mai târziu, sprijinit de sculptorița Zoe Băicoianu, s-a înscris la Școala de Arte Frumoase din București, unde i-a avut ca profesori pe Frederic Storck și Oscar Han.
Și-a perfecționat studiile cu Dimitrie Paciurea, lucrând doi ani în atelierul maestrului, după ce, în 1932 câștigase bursa Paciurea. 
La un moment dat, din cauza lipsei resurselor materiale, Boris Caragea a vrut să părăsească școala. Oscar Han l-a ajutat să-și ia examenele din doi ani într-unul singur și astfel Caragea a reușit să-și termine studiile.

## Prima fază de creație
S-a făcut cunoscut încă din 1933, imediat după absolvirea Academiei, când a expus primele sale lucrări de sculptură mică la Salonul oficial, făcându-se remarcat prin construcția volumelor și finețea modelajului. 
În 1934 a deschis prima expoziție de lucrări cu subiect folcloric în care a expus și câteva de inspirație dobrogeană: "Femeie cu cobiliță", "Dans dobrogean" sau "Pescarii". Tot în 1934, a făcut o călătorie de studii de-a lungul coastelor Mării Mediterane, poposind la Constantinopol, Atena, Alger, Marsilia, Cassis și Neapole. În 1937 a primit premiul pentru sculptură al Ministerului Artelor.
Lucrările din prima fază de creație a artistului au avut ca subiect scene religioase sau portrete realizate cu măiestrie. 

## Faza a doua de creație

Statuia lui George Enescu amplasată lângă Universitatea Națională de Muzică București. Sculptor Boris Caragea, 1961

Statuia lui George Enescu amplasată în parcul conacului Rosetti-Tescanu din Tescani

Cea de-a doua fază l-a făcut pe Caragea un important reprezentat al realismului socialist, el devenind sculptorul oficial al ideologiei comuniste, în care a crezut sincer, influențat fiind și de spiritul vremii. În această fază, Boris Caragea s-a dedicat spațiului exterior, propice ansamblurilor arhitectonice.
În anul 1951, Boris Caragea a fost ales președintele Uniunii Artiștilor Plastici, la conducerea căreia s-a aflat până în 1957, iar în anul 1962 a fost numit președintele Consiliului artelor plastice din cadrul Comitetului de Stat pentru cultură și artă. Radu Bogdan relatează că, după ce Boris Caragea, care fusese și artistul Casei Regale, a ajuns în postul de președinte al UAP, și-ar fi distrus toate operele concepute înainte de 1944, lepădându-se astfel de trecutul său.
A fost ales membru corespondent al "Academiei Republicii Populare Române", a primit titlul de "Maestru emerit al artei" și, ceva mai târziu, pe cel de "Artist al poporului". I s-a acordat de câteva ori "Premiul de stat". 
A primit numeroase comenzi oficiale, realizând importante lucrări plastice, printre acestea numărându-se: Durere, monumentul Aruncătorul de disc (opera lui Boris Caragea din 1958 este amplasată pe faleza din Constanța), lucrarea monumentală George Enescu, reliefurile Muzica și Monumentul Constanței, amplasat la Constanța.

## Lucrări realizate
- Statuia lui Lenin, dezvelită la 21 aprilie 1960, care, până la Revoluția Română din 1989 a stat în fața Casei Scânteii, a fost realizată de  sculptorul Boris Caragea din bronz rezultat din topirea statuii ecvestre a regelui Carol I[10].
- Alegorie, reprezentând un nud de fată, statuie turnată în bronz, a fost instalată în 1962 în Parcul Lunca Jiului din Craiova[11].
- Rod (Maternitate), stauie în bronz, a fost amplasată în anul 1964 pe faleza din Eforie Nord, în zona Debarcader[12].
- Monumentul Victoriei, realizat din bronz și inaugurat în 1968 în Parcul Primăriei Constanța, glorifică lupta antifascistă a poporului român, realizată în stilul specific realismului socialist[13].
- Monumentul "Frații Buzești", din Craiova, se află amplasat în colțul Grădinii Trandafirilor sau a Băniei, în apropierea Caselor Băniei, cu fața către Colegiul Național " Frații Buzești". Pe soclul statuii stă scris: “Preda, Stroe și Radu Buzescu, căpitani în oastea lui Mihai Viteazul (1593-1601). Cinste și recunoștință veșnică înaintașilor eroici care au luptat cu neînfricare pentru liberate, unitate și neatîrnare, punând temelii trainice edificiului României socialiste”. Monument de artă plastică, cod LMI:  DJ-III-m-B-08421[14].
- Monumentul lui George Enescu, din Tescani, județul Bacău[15]
- Monumentul ostașului sovietic, Iași, 1947;
- Monumentul Aruncătorul de disc, faleza din Constanța, 1958;
- Basorelieful Muzica, fațada Operei din București (împreunã cu Zoe Băicoianu);
- Durere;
- Muzica (relief) și Monumentul Constanței (relief), Constanța;
- Descătușarea, Iași;
- Discobolul, București.

## Expoziții
Expoziții personale:
- 1933 - atelierul sculptorului Dimitrie Paciurea.

Expoziții de grup:
- 1927 - Salonul Oficial, București;
- 1929 - Salonul Oficial Barcelona, Spania;
- 1937 - Salonul Oficial, Paris, Franța;
- 1952 - machetă din bronz Lenin, Expoziția Anuală de Stat;
- 1954, 1956, 1964 - Bienala de la Veneția, Italia;
- 1976 - Expoziție retrospectivă.

A mai expus și în: 
- 1947, 1961, 1968, 1969, 1977 - Moscova, Rusia;
- 1954, 1956, 1964 - Veneția, Italia;
- 1959 - Minsk, Belarus;
- 1959, 1974 - Budapesta, Ungaria;
- 1960 - Belgrad, Bratislava, Berlin, Helsinki, Alexandria, Cairo;
- 1960, 1968 - Praga, Cehia;
- 1961 - Damasc,  Sofia și Paris;
- 1962 - Varșovia, Polonia;
- 1963 - Viena și Varșovia;
- 1969 - Tallinn, Estonia;
- 1970 - Torino, Italia;
- 1967 - Anvers, Belgia.

## Premii și distincții
- 1932 - 1934 - Bursa Dimitrie Paciurea;
- 1937 - Meritul pentru sculptură al Ministerului Artelor;
- 1949, 1951, 1953 - Premiul de Stat;
  - 1951 - Premiul de Stat al Republicii Populare Române pentru lucrările de o deosebită valoare efectuate în anul 1949 în domeniul Artelor Plastice, clasa I-a, „pentru sculptura «Întâlnirea»”[16]
- 1951 - titlul de Maestru Emerit al Artei din Republica Populară Română[17]
- 1952 - Medalia „A cincea aniversare a Republicii Populare Române” „pentru lupta și munca duse în vederea făuririi, consolidării și prosperării Republicii Populare Române”[18]
- 1954 - Ordinul Muncii clasa a II-a „pentru merite deosebite în domeniul artelor plastice”[19]
- 1959 - Ordinul „23 August” clasa a IV-a „pentru activitate rodnică în dezvoltarea științei și culturii din Republica Populară Romînă”[20]
- 1962 - titlul de Artist al Poporului „pentru merite excepționale în opera de dezvoltare a teatrului, muzicii și artelor plastice”[21]
- 1968 - Ordinul „Meritul Cultural” clasa I „pentru activitate deosebită în domeniul artelor plastice”[22]
- 1971 - Ordinul „Meritul Cultural” clasa I „pentru merite deosebite în opera de construire a socialismului, cu prilejul aniversării a 50 de ani de la constituirea Partidului Comunist Român”[23]

## Literatură
- Pavel Amelia: Boris Caragea, Editura Meridiane, 1970